# Championnat de Papouasie-Nouvelle-Guinée de football 2006
Navigation
Édition suivante
La saison 2006 du Championnat de Papouasie-Nouvelle-Guinée de football est la première édition de la National Soccer League, le championnat semi-professionnel de première division en Papouasie-Nouvelle-Guinée. Cinq formations participent à la compétition, qui est créée en parallèle du National Club Championship, le championnat national amateur, instauré en 1976. Les quatre premiers à l'issue de la phase régulière disputent une phase finale, jouée sous forme de matchs à élimination directe pour déterminer le champion.
C'est le PRK Hekari South United qui remporte la compétition cette saison après avoir vaincu Gelle Hills United lors de la finale. C'est le premier titre de champion de Papouasie-Nouvelle-Guinée de l'histoire du club, qui manque la qualification pour la Ligue des champions de l'OFC, après avoir perdu le barrage de qualification face au vainqueur du National Club Championship, Inter-University FC.

## Les clubs participants
- PRK Hekari South United
- Tuguba Laitepo Blue Kumuls
- Gelle Hills United
- Madang Flying Fox
- Welgris Momads

## Compétition
Le classement est établi sur le barème de points suivant : victoire à 3 points, match nul à 1, défaite à 0.

### Phase régulière
| Rang | Équipe                     | Pts | J | G | N | P | Bp | Bc | Diff |  | Résultats (▼ dom., ► ext.) | PRK | Tug | Gel | Mad | Wel |
| ---- | -------------------------- | --- | - | - | - | - | -- | -- | ---- |  | -------------------------- | --- | --- | --- | --- | --- |
| 1    | PRK Hekari South United    | 16  | 8 | 5 | 1 | 2 | 18 | 8  | +10  |  | PRK Hekari South United    |     | 0-1 | 5-2 | 2-1 | 1-0 |
| 2    | Tuguba Laitepo Blue Kumuls | 14  | 8 | 4 | 2 | 2 | 10 | 8  | +2   |  | Tuguba Laitepo Blue Kumuls | 2-2 |     | 0-1 | 1-0 | 3-1 |
| 3    | Gelle Hills United         | 13  | 8 | 4 | 1 | 3 | 10 | 11 | -1   |  | Gelle Hills United         | 0-3 | 2-0 |     | 1-1 | 1-0 |
| 4    | Madang Flying Fox          | 8   | 8 | 2 | 2 | 4 | 9  | 13 | -4   |  | Madang Flying Fox          | 1-5 | 0-0 | 2-1 |     | 2-0 |
| 5    | Welgris Momads             | 6   | 8 | 2 | 0 | 6 | 7  | 14 | -7   |  | Welgris Momads             | 1-0 | 2-3 | 0-2 | 3-2 |     |

|  | Qualification pour la phase finale |

### Phase finale
|  | Demi-finales                   | Demi-finales          |                         |   | Finale                         | Finale                         |
|  | Demi-finales                   | Demi-finales          |                         |   | Finale                         | Finale                         |
|  |                                |                       |                         |   |                                |                                |
|  | 19 novembre 2006, Lae          | 19 novembre 2006, Lae |                         |   | 25 novembre 2006, Port Moresby | 25 novembre 2006, Port Moresby |
|  | 19 novembre 2006, Lae          | 19 novembre 2006, Lae |                         |   | 25 novembre 2006, Port Moresby | 25 novembre 2006, Port Moresby |
|  | Madang Flying Fox              | 2 (2)                 |                         |   | 25 novembre 2006, Port Moresby | 25 novembre 2006, Port Moresby |
|  | Madang Flying Fox              | 2 (2)                 |                         |   | 25 novembre 2006, Port Moresby | 25 novembre 2006, Port Moresby |
|  | PRK Hekari South United tab    | 2 (4)                 |                         |   | 25 novembre 2006, Port Moresby | 25 novembre 2006, Port Moresby |
|  | PRK Hekari South United tab    | 2 (4)                 | PRK Hekari South United | 2 |                                |                                |
|  | 19 novembre 2006, Lae          |                       | PRK Hekari South United | 2 |                                |                                |
|  |                                | Gelle Hills United    | 0                       |   |                                |                                |
|  | Tuguba Laitepo Blue Kumuls     | Gelle Hills United    | 0                       | 5 |                                |                                |
|  | Tuguba Laitepo Blue Kumuls     |                       |                         | 5 |                                |                                |
|  | Gelle Hills United ap          | 6                     |                         |   |                                |                                |
|  | Gelle Hills United ap          | 6                     | Match pour la 3e place  |   |                                |                                |
|  |                                |                       |                         |   |                                |                                |
|  | 25 novembre 2006, Port Moresby |                       |                         |   |                                |                                |
|  |                                |                       |                         |   |                                |                                |
|  | Madang Flying Fox              | 0                     |                         |   |                                |                                |
|  | Madang Flying Fox              | 0                     |                         |   |                                |                                |
|  | Tuguba Laitepo Blue Kumuls     | 4                     |                         |   |                                |                                |
|  | Tuguba Laitepo Blue Kumuls     | 4                     |                         |   |                                |                                |

### Barrage pour la Ligue des champions
PRK Hekari South United affronte le vainqueur du National Club Championship, University-Inter FC, pour déterminer le club qui représentera la Papouasie-Nouvelle-Guinée en Ligue des champions. Le barrage prend la forme d'une opposition en matchs aller et retour.
| Équipe 1                | Résultat | Équipe 2            | Aller | Retour |
| ----------------------- | -------- | ------------------- | ----- | ------ |
| PRK Hekari South United | 2 - 4    | University-Inter FC | 1 - 2 | 1 - 2  |

- University-Inter FC se qualifie pour la Ligue des champions de l'OFC 2007-2008.

## Bilan de la saison
| Championnat de Papouasie-Nouvelle-Guinée de football 2006 |                                     |
| Champion                                                  | PRK Hekari South United (1er titre) |
| Coupes et trophées                                        |                                     |
| Vainqueur de la Coupe de Papouasie-Nouvelle-Guinée 2006   | Non disputée                        |
| Qualifications continentales                              |                                     |
| Ligue des champions de l'OFC 2007                         | Aucun                               |
| Promotions et relégations                                 |                                     |
| Promus en National Soccer League                          | Aucun                               |
| Relégués                                                  | Aucun                               |